# Sandra Gilbert
Sandra M. Gilbert (Nueva York, 27 de diciembre de 1936-10 de noviembre de 2024), fue una profesora de lengua inglesa en la Universidad de California, crítica literaria y poeta estadounidense, que publicó libros en el campo del feminismo en la literatura, la teoría feminista y el psicoanálisis. Fue principalmente reconocida por su trabajo en colaboración con Susan Gubar, con quien coescribió, entre otros libros, The Madwoman in the Attic (1979), un hito en el feminismo estadounidense durante la década de 1970. Madwoman in the Attic es ampliamente apreciado como uno de los textos principales del segundo movimiento feminista. 
Madre de tres hijos y abuela de cuatro nietos, Gilbert vivía entre Berkeley, California, y París, Francia. Su último esposo, Elliot Gilbert, fue el líder del English Department en UC, Davis. Falleció en 1991. También tuvo una larga relación con David Gale, reconocido matemático hasta su muerte, el 7 de marzo de 2008. 

## Academia
Gilbert recibió su B. A. de la Universidad Cornell, su doctorado de la Universidad de Nueva York, y su Ph.D. en literatura inglesa en la Universidad Columbia en 1968. Trabajó como profesora en la Universidad Estatal de California, en el Colegio Williams, en la Universidad Johns Hopkins, en la Universidad Stanford, y en la Universidad de Indiana. Fue la jefa del departamento de lengua inglesa en la Universidad de Princeton desde 1985 hasta 1989. En el semestre de primavera de 2007, fue elegida como profesora Destacada en la Universidad Cornell.

## Colaboración con Susan Gubar
Gilbert y Gubar se conocieron en 1973, cuando ambas eran profesoras en la Universidad de Indiana. Colaboraron durante un tiempo en un curso sobre literatura femenina, en donde planearon el manuscrito de Madwoman in the Attic. Continuaron desempeñándose como escritoras y editoras, recibiendo varios premios y distinciones como equipo. Principalmente, fueron elegidas "Mujeres del Año" en 1986 por su trabajo en The Norton Anthology of Literature by Women: The Traditions in English.
Debido a su éxito trabajando en conjunto, Gilbert y Gubar son, a menudo, citadas juntas en los campos de las críticas a la literatura feminista y a la teoría feminista. 

## Críticas a la literatura feminista y teorías
Las críticas de Gilbert y sus ensayos sobre el feminismo, particularmente los coescritos con Susan Gubar, son generalmente identificados como textos que siguen la corriente del segundo movimiento feminista. En un todo, representan parte de un esfuerzo en conjunto para dejar atrás las simples teorías del primer movimiento feminista, ya sea rechazándolas, oprimiéndolas o tratando de reformarlas. Los textos de Gilbert también se muestran abiertos a las corrientes del tercer movimiento feminista. 
Gilbert a menudo dice que las raíces de sus obras pueden encontrarse en las primeras publicadas durante la década de 1970, de autoras tales como Ellen Moers y Elaine Showalter, debido a que la premisa básica de sus pensamientos es que las escritoras categorizan que todas las mujeres son iguales. 

## Críticas
Las obras teóricas de Gilbert han sido atacadas por varios pensadores posteriores a ella, particularmente los relacionados al tercer movimiento feminisma o a las teorías post-feministas. Escritoras tales como Barbara Smith, Gloria Anzaldúa, Judith Butler, Mary Daly, Rosemary Radford Ruether, y Ann Oakley han desafiado las asunciones generales del segundo movimiento feminista, el cual es representado por Gilbert. Sus obras no han sido consideradas como fuera del objetivo de las críticas por sus contenidos, sino por las asociaciones generales que sacan a la luz, y las perspectiva teórica fuera de lo que tratan. Su enfoque ha sido denominado como feminismo "Anglo-Americano" y demasiado "liberal"·. Ha sido criticada por unir todas las formas que representan a lo femenino, exponiendo fallas ingenuas al tratar temas tales como la raza, la clase, la sexualidad, la etnia y los periodos históricos; su asociación con Anne Sexton y Charlotte Brontë es un ejemplo.
En síntesis, el error más común de Gilbert es haber creado estereotipos universales, tanto para las mujeres como para los sistemas patriarcales que las oprimen.

## Obras como crítica
- Acts of Attention: The Poems of D.H. Lawrence (1973)

### Coescritos con Susan Gubar
- A Guide to The Norton Anthology of Literature by Women: The Tradition in English (W.W. Norton, 1985; segunda edición, 1996)
- The War of the Words, Volume I of No Man's Land: The Place of the Woman Writer in the Twentieth Century (Yale University Press, 1988)
- Sexchanges, Volume II of No Man's Land: The Place of the Woman Writer in the Twentieth Century (Yale University Press, 1989)
- Letters from the Front, Volume III of No Man's Land: The Place of the Woman Writer in the Twentieth Century (Yale University Press, 1994)
- Masterpiece Theatre: An Academic Melodrama (Rutgers University Press, 1995)

## Poesía
Gilbert es la autora de siete colecciones de poemas: 
- In the Fourth World (University of Alabama Press)
- The Summer Kitchen (Heyeck Press)
- Emily’s Bread (W. W. Norton)
- Blood Pressure (W. W. Norton)
- Ghost Volcano (W. W. Norton)
- Kissing the Bread: New and Selected Poems 1969-1999 (W. W. Norton)
- The Italian Collection (Depot Books)
- Belongings (W. W. Norton, 2006), su último libro de poemas.

## No ficticias
- Wrongful Death: A Medical Tragedy (W. W. Norton)
- Death’s Door: Modern Dying and The Ways We Grieve (W. W. Norton, 2006)

## Otras publicaciones
Gilbert ha editado una colección de elegías:
- Inventions of Farewell (W. W. Norton)

Junto a Susan Gubar, ha coeditado varias colecciones: 
- Shakespeare's Sisters: Feminist Essays on Women Poets (Indiana University Press)
- The Norton Anthology of Literature by Women: The Traditions in English (W.W. Norton)
- Women Poets, Special Double Issue of Women's Studies (1980)
- The Female Imagination and the Modernist Aesthetic (New York: Gordon and Breach, 1986)

Con Susan Gubar y Diana O'Hehir, ha coeditado una colección de poesía:
- MotherSongs: Poetry by, for, and about Mothers (W.W. Norton, 1995)

Junto a Wendy Barker, Gilbert ha coeditado una colección de ensayos basados en la obra de Ruth Stone:
- The House is Made of Poetry